# Wolfskirchen
Wolfskirchen – miejscowość i gmina we Francji, w regionie Grand Est, w departamencie Dolny Ren.
Według danych na rok 1990 gminę zamieszkiwały 312 osoby, a gęstość zaludnienia wynosiła 30 osób/km² (wśród 903 gmin Alzacji Wolfskirchen plasuje się na 584. miejscu pod względem liczby ludności, natomiast pod względem powierzchni na miejscu 236.).